# Continental (Osasco)

Parque Continental   é um bairro localizado nos municípios de  Osasco e São Paulo. O parque é delimitado ao norte com o bairro Distrito Industrial Autonomistas e com o município de São Paulo; a
Leste limita-se com o município de São Paulo; ao Sul com o bairro Vila Yara; a Oeste com o bairro Distrito Industrial Autonomistas. O bairro possui um único loteamento homônimo 

## Formação
O desenvolvimento do bairro se deu pela implantação do Frigorífico Continental Products Company  em 1915.

## Principais vias
- Avenida Osasco
- Avenida dos Autonomistas[2]

## Centros de compras

### Mercados
- Extra

### Shoppings
- Shopping Continental

## Lazer e saúde
- Bosque da Amizade[2]

## Dados da segurança pública do bairro
| Ocorrências de 2004 | Porcentagem | Números |
| ------------------- | ----------- | ------- |
| Furto               | 23,61%      | 17      |
| Roubo               | 12,50%      | 9       |
| Furto de veículos   | 56,94%      | 41      |
| Roubo de veículos   | 6,94%       | 5       |
| Total Ocorrências   | 100%        | 72      |

Fonte: Secretaria de Gestão Estratégica – Pesquisa - 2005